# Informelle Gruppe (Biologie)

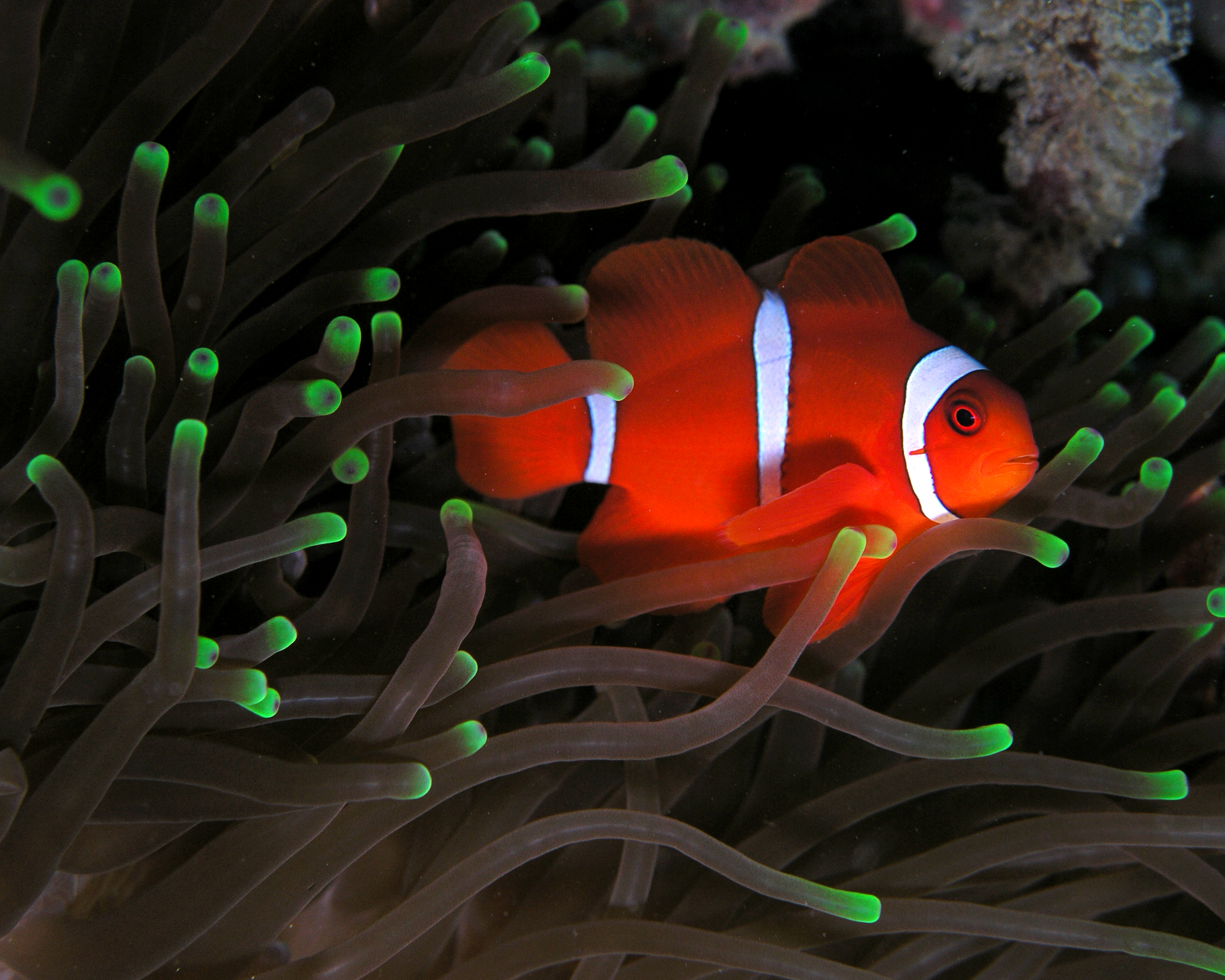
Die Gruppe „Fische“ (lat. Pisces) hat zwar einen gemeinsamen Vorfahren, aber enthält nicht alle dessen gemeinsamen Nachfahren und bildet als paraphyletische Gruppe somit eine informelle Gruppe.

In der Taxonomie ist eine informelle Gruppe eine Gruppe von Lebewesen, welche nicht ausreichend definiert wurde. Sie kann daher nur paraphyletisch sein, wenn die Mitglieder der Gruppe zwar einen gemeinsamen Vorfahren, aber keinen gemeinsamen Nachfahren haben, oder polyphyletisch sein, wenn die Gruppe aufgrund von Merkmalen zusammengestellt wurde, die nicht auf einen gemeinsamen Vorfahren schließen lassen. Daher bilden informelle Gruppen keine monophyletischen Abstammungsgemeinschaften. Bei einer Allianz wurde eine informelle Gruppe ursprünglich als Verwandtschaftsgruppe festgelegt, stellte sich später aber als nicht zusammenhängende informelle Gruppe heraus. Manchmal wurden Lebewesen aber auch aufgrund ihres Aussehens als informelle Gruppe zusammengestellt. In diesem Fall wird die Gruppe zwar nicht mehr in der Wissenschaft, sondern nur noch zur Vereinfachung verwendet. Beispiele für informelle Gruppen sind z. B. die Fische, Reptilien, Würmer und Echsen in der Zoologie und die Bäume in der Botanik.